# Castiglione Torinese
Castiglione Torinese (piemontiul: Castion) település Olaszországban, Lombardia régióban, Torino megyében. Lakosainak száma 6525 fő (2023. január 1.). Castiglione Torinese Baldissero Torinese, Gassino Torinese, Pavarolo, San Mauro Torinese és Settimo Torinese községekkel határos.

## Népesség
A település népességének változása:
| Lakosok száma | 6460 | 6489 | 6501 | 6525 |
|               | 2017 | 2018 | 2019 | 2023 |